# Mortzenhaus

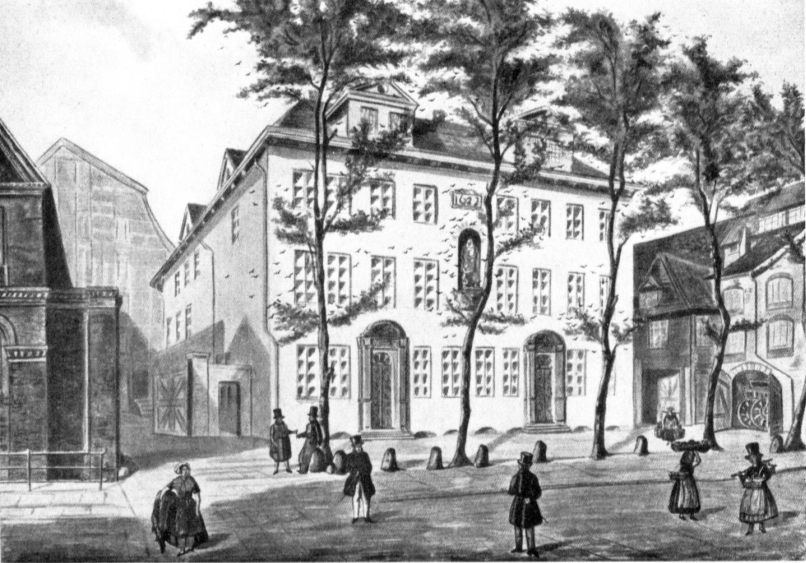
Mortzenhaus

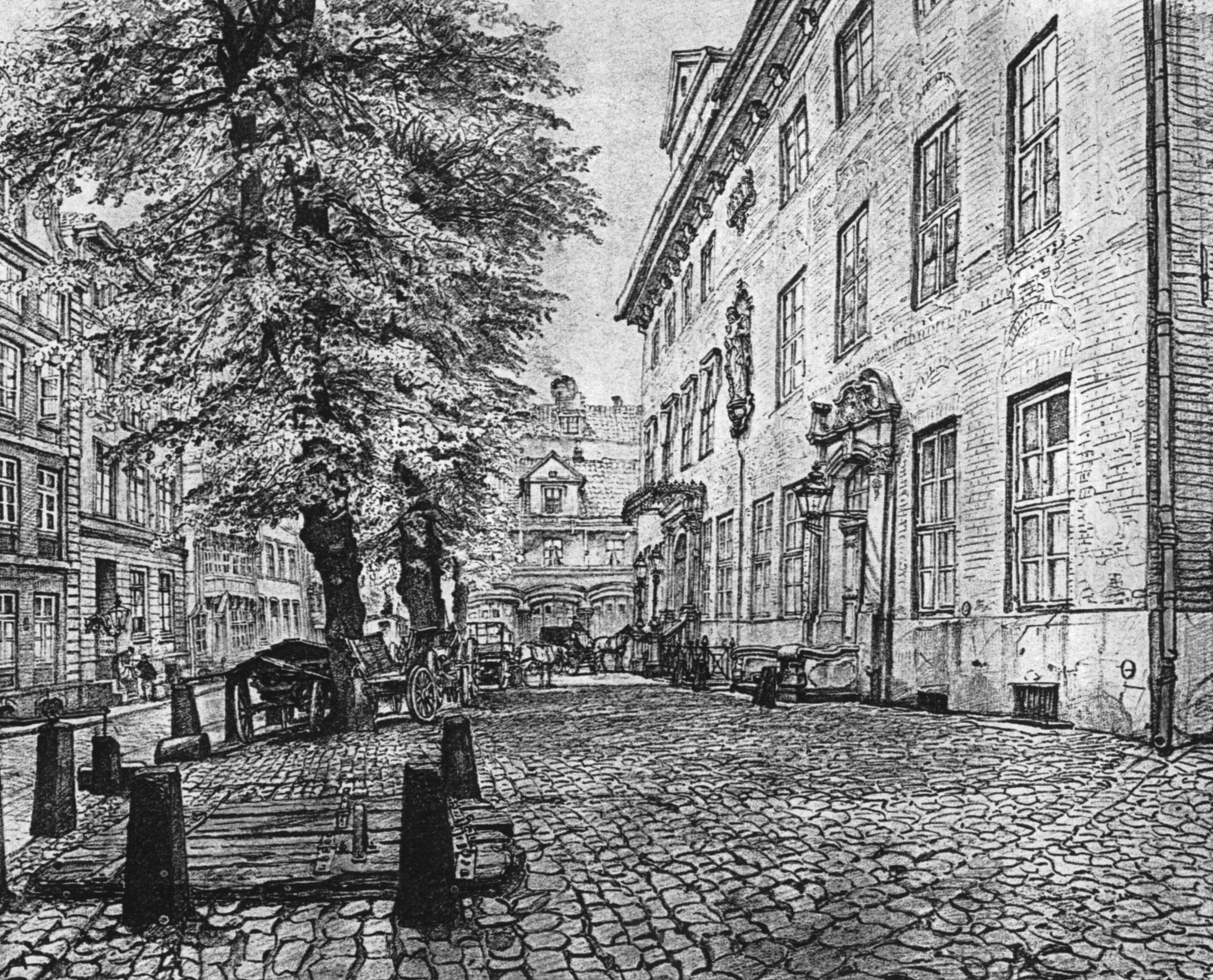
Mortzenhaus à direita

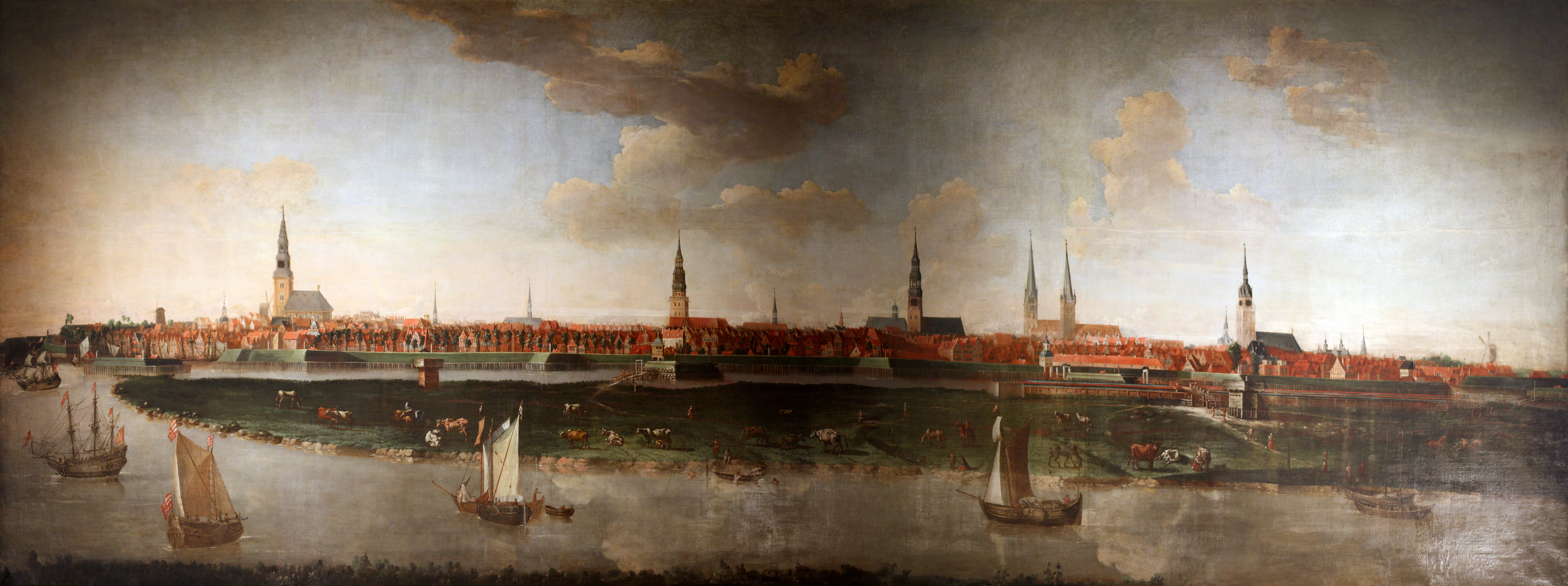
Hamburgo, pintada por Joachim Luhn em 1681, com o telhado e as torres do Mortzenhaus visíveis à direita da Igreja de St. James

Mortzenhaus era um dos maiores e mais conhecidos palácios da cidade de Hamburgo. Foi construído em 1621 pelos irmãos Jacob e Hans Moers, que estavam entre as pessoas mais ricas de Hamburgo.

## História

### Visão global
Construído como um palácio em estilo renascentista e ocupando os endereços Alter Wandrahm 19–23, era marcadamente diferente da maioria dos outros edifícios em Hamburgo.
O Mortzenhaus foi demolido em 1886 como parte da construção da Speicherstadt.

### Proprietários
- Johann Hinrich Gossler
- Johann Heinrich Gossler
- Wilhelm Gossler